# Trojina
Trojina, zavod za uporabno slovenistiko je zasebni raziskovalni jezikoslovni zavod s sedežem v Škofji Loki. Ustanovljen je bil leta 2004. Njegov direktor je Iztok Kosem.
Sodelovala je z založbo DZS pri urejanju Velikega angleško-slovenskega slovarja Oxford.
Leta 2010 se je začel zavod ukvarjati še z založništvom. Izdaja elektronsko revijo Slovenščina 2.0. Je ustanovni član konzorcija Clarin.si.

### Spor z Inštitutom Frana Ramovša
Ko je Trojina leta 2013 kulturnemu ministrstvu predlagala izdelavo Slovarja sodobnega slovenskega jezika (SSSJ), ki bi bil izključno v elektronski obliki in možna konkurenca uveljavljenemu SSKJ, ki se je tudi selil na splet, je bil komentar novinarke Pogledov, da bi bilo bolje prenoviti SSKJ, kot imeti dva različna slovarja. Marko Snoj z Inštitut za slovenski jezik Frana Ramovša je Trojini očital, da jim odžira omejena sredstva za financiranje z nerealnim finančnim načrtom ter da ji primanjkuje znanj. Obe ustanovi sta zavrnili možnost sodelovanja. Simon Krek je na svojem blogu zapisal, da ima Trojina primerne reference ter da Inštitut Frana Ramovša z napadi na njegov zavod preusmerja pozornost javnosti s svojega dela.

## Izdana dela(izbor)
- Stabej, Marko. V družbi z jezikom. 2010. (zbirka Trojinski konj)
- Arhar Holdt, Špela. Luščenje besednih zvez iz besedilnega korpusa z uporabo dvodelnih in tridelnih oblikoskladenjskih vzorcev. 2011. (zbirka Trojinski konj)
- Verdonik, Darinka ; Zwitter Vitez, Ana. Slovenski govorni korpus Gos. 2011. (zbirka Sporazumevanje)
- Analiza jezikovnih težav učencev : korpusni pristop. 2012. (zbirka Sporazumevanje)
- Dvojezična korpusna leksikografija : slovenščina v kontrastu: novi izzivi, novi obeti. 2012. (zbirka Trojinski konj)
- Trojina, Fakulteta za družbene vede. Korpusi slovenskega jezika Gigafida, KRES, ccGigafida in ccKRES : gradnja, vsebina, uporaba. 2012. (zbirka Sporazumevanje)